# Force India VJM09
De Force India VJM09 is een Formule 1-auto die gebruikt werd door het Force India F1 Team in het seizoen 2016.

## Onthulling
Op 22 februari 2016 werd de VJM09 onthuld, kort voor de start van de wintertests op het Circuit de Barcelona-Catalunya. De auto wordt, net zoals in de twee voorgaande seizoenen, bestuurd door Sergio Pérez en Nico Hülkenberg. Alfonso Celis Jr. is de nieuwe testcoureur van het team.

## Resultaten
| Resultaat                       |
| ------------------------------- |
| Winnaar                         |
| Tweede plaats                   |
| Derde plaats                    |
| Gefinisht (punten behaald)      |
| Gefinisht (geen punten behaald) |
| Niet geklasseerd (NC)           |
| Uitgevallen (DNF)               |
| Niet gekwalificeerd (DNQ)       |
| Gediskwalificeerd (DSQ)         |
| Niet gestart (DNS)              |
| Gewond (INJ)                    |
| Uitgesloten (EX)                |
| Teruggetrokken (WD)             |
| Niet deelgenomen (blanco cel)   |
| P Pole position                 |
| S Snelste ronde                 |

| Jaar | Chassis           | Motor                  | Banden | Coureurs        | 1   | 2   | 3   | 4   | 5   | 6   | 7   | 8   | 9   | 10  | 11  | 12  | 13  | 14  | 15  | 16  | 17  | 18  | 19  | 20  | 21  | Punten | WK-plaats |
| ---- | ----------------- | ---------------------- | ------ | --------------- | --- | --- | --- | --- | --- | --- | --- | --- | --- | --- | --- | --- | --- | --- | --- | --- | --- | --- | --- | --- | --- | ------ | --------- |
| 2016 | Force India VJM09 | Mercedes PU106C Hybrid | P      |                 | AUS | BHR | CHN | RUS | SPA | MON | CAN | EUR | OOS | GBR | HON | DUI | BEL | ITA | SIN | MAL | JPN | VST | MEX | BRA | ABU | 173    | 4         |
| 2016 | Force India VJM09 | Mercedes PU106C Hybrid | P      | Sergio Pérez    | 13  | 16  | 11  | 9   | 7   | 3   | 10  | 3   | 17  | 6   | 11  | 10  | 5   | 8   | 8   | 6   | 7   | 8   | 10  | 4   | 8   | 173    | 4         |
| 2016 | Force India VJM09 | Mercedes PU106C Hybrid | P      | Nico Hülkenberg | 7   | 15  | 15S | DNF | DNF | 6   | 8   | 9   | 19  | 7   | 10  | 7   | 4   | 10  | DNF | 8   | 8   | DNF | 7   | 7   | 7   | 173    | 4         |
| Jaar | Chassis           | Motor                  | Banden | Coureurs        | 1   | 2   | 3   | 4   | 5   | 6   | 7   | 8   | 9   | 10  | 11  | 12  | 13  | 14  | 15  | 16  | 17  | 18  | 19  | 20  | 21  | Punten | WK-plaats |

Ferrari SF16-H ·
Force India VJM09 ·
Haas VF-16 ·
Manor MRT05 ·
McLaren MP4-31 ·
Mercedes F1 W07 Hybrid ·
Red Bull RB12 ·
Renault RS16 ·
Sauber C35 ·
Toro Rosso STR11 ·
Williams FW38